# Grito de Lares
O Grito de Lares foi uma insurreição armada ocorrida em 23 de setembro de 1868 para tentar obter a independência de Porto Rico em relação a Espanha.

## Perspetiva histórica
Na década de 1860, o governo de Espanha estava envolvido em diversos conflitos por quase toda a América Latina, incluindo uma guerra com o Peru e o Chile, e tinha de lidar com revoltas de escravos em Cuba. As ilhas de Porto Rico e Cuba também sofriam na altura uma gravíssima crise económica devido ao aumento das tarifas e taxas impostas por uma Espanha mercantilista aos bens importados e exportados, pois a coroa espanhola precisava de subsidiar com esses rendimentos as suas tropas no sentido de retomar o controlo da República Dominicana.
Em meados do século XIX em Porto Rico havia muitos apoiantes da independência em relação a Espanha e outros que simplesmente pediam a aplicação de reformas liberais, e que foram presos ou exilados. Em 1865 a Espanha tentou acalmar o descontentamento geral crescente dos cidadãos das suas colónias restantes no continente americano através da constituição de um grupo de personalidades que recebia as queixas dos representantes das colónias e tentava ajustar a legislação que os poderia afetar. Este grupo, chamado "Junta Informativa de Reformas do Ultramar" seria formado por representantes de cada uma das colónias, na proporção da sua população coletiva, e encontrar-se-ia em Madrid. A Junta iria então relatar ao então Ministro dos Negócios Estrangeiros, Emilio Castelar.
A delegação de Porto Rico foi livremente eleita por aqueles que tinham direito de voto, os homens caucasianos proprietários, num raro exercício de abertura política na colónia. Segundo Ruiz Belvis foi eleito para a Junta representando Mayagüez, algo que causou arrepios ao então governador-geral da ilha. Para a frustração dos delegados de Porto Rico, incluindo o seu líder José Julián Acosta, a Junta tinha uma maioria de delegados de origem espanhola, que certamente recusariam qualquer medida que fosse sugerida. Porém, Acosta poderia convencer a Junta que a abolição podia conseguir-se em Porto Rico sem destruir a economia local (incluindo os membros de Cuba, que não viam com bons olhos estas medias devido ao elevado número de escravos na ilha). Quando se tornou primeiro-ministro em 1870, Castelar aprovou uma carta de abolição, louvando os esforços dos membros de Porto Rico, sinceramente sensíveis aos argumentos de Acosta.
As propostas de autonomia foram rejeitadas, tal como outras petições para limitar o poder do governador-geral. Quando a Junta regressou a Porto Rico, encontrou-se com líderes locais na Hacienda El Cacao em Carolina, em 1865. Ramón Emeterio Betances, apoiante da independência em relação a Espanha e já exilado por duas vezes, foi convidado por Ruiz e compareceu. Depois de ouvir o que se passara, Betances levantou-se e disse: "Nadie puede dar lo que no tiene" (ninguém pode dar o que não tem), uma frase que usaria constantemente referindo-se à política da Espanha de não conceder reforma alguma a Porto Rico e Cuba. Terá então surgido a ideia de uma revolta armada e muitos alinharam com Betances, para horror de Acosta.
Esta revolta ocorreu no mesmo ano da Revolução de 1868 em Espanha em 17 de Setembro e do Grito de Yara em Cuba (10 de Outubro).
A Gesta Restauradora Dominicana que em 1865 terminou definitivamente com o domínio colonial espanhol em Santo Domingo foi um dos motivadores dos patriotas borinquenhos (a bandeira revolucionária de Lares é similar à bandeira da República Dominicana). Esta bandeira foi desenhada por Ramón Emeterio Betances e tecida por Mariana Bracetti, conhecida como "Brazo de Oro" (Braço de Ouro).
O Grito de Lares foi outro elemento do sentimento anticolonial que se apoderou do Caribe hispânico. Este sentimento foi abortado pela Guerra Hispano-Americana na qual os Estados Unidos resultaram vitoriosos e despojaram a Espanha das Filipinas, Cuba e Porto Rico.

## Planificação
O Dr. Ramón Emeterio Betances e o advogado Segundo Ruiz Belvis, tinham saído de Porto Rico para a República Dominicana para organizar um levantamento independentista na ilha. Ruiz Belvis seguiu para o Chile, pois o governo desse país tinha oferecido ajuda à causa separatista, ajuda essa que não chegou a dar. Aí o advogado morreu em circunstâncias suspeitas. Betances criou o Comité Revolucionário de Porto Rico e organizou juntas e ligações revolucionárias. Os principais dirigentes da ilha eram Matías Brugman, Manuel Rojas, Manuel María González, Carlos Lacroix e Manuel Cebollero.
O governo dominicano, através do General Gregorio Luperón e do Presidente Buenaventura Báez, tinha apoiado Betances. Tinha-lhe permitido recrutar e armar um pequeno exército e facilitou-lhe o acesso a um barco armado. Quando quase tudo estava pronto para levar a cabo a expedição contra a ilha, o governo espanhol conseguiu que o Presidente Báez proibisse a saída dos expedicionários do território dominicano, e que as autoridades em Saint Thomas, onde estava fundeado o navio, o ocupassem.
Enquanto os planos de Betances ficavam desfeitos, em Porto Rico o Exército deteve um dos principais dirigentes da conspiração e ocupou documentos comprometedores. Os restantes líderes, temendo ser presos, decidiram adiantar a data combinada para iniciar a revolução sem esperar por Betances.

## Proclamação da República de Porto Rico
Em 23 de Setembro, cerca de 400 a 600 rebeldes (o jornalista espanhol José Pérez Morís pôs o número mais perto de mil) reuniram-se nesse dia na fazenda de Manuel Rojas, situada nas proximidades de La Pezuela, nos arrabaldes de Lares. Mal treinados e armados, os rebeldes chegaram à cidade a cavalo e a pé por volta da meia-noite. Saquearam lojas e locais de escritórios propriedade de "peninsulares" e tomaram o controlo do poder local municipal. Os comerciantes espanhóis e as autoridades do governo local, considerados pelos rebeldes inimigos da pátria, foram levados como prisioneiros.
Foi abolido o sistema se cartilhas de jornaleiros e declararam-se livres os escravos que tomaram armas contra os espanhóis. O sacerdote Gumersindo Vega, não de boa vontade, celebrou um solene Te Deum e frente ao altar maior foi desfraldada  a bandeira boricua confeccionada por Mariana Bracetti.
A República de Porto Rico foi proclamada às duas horas da madrugada de 24 de Setembro. Foi constituído o governo provisório integrado por Francisco Ramírez Medina como presidente da república, Aurelio Méndez como ministro da governação, Clemente Millán como ministro de estado e Bernabé Pol como secretário. O governo era composto exclusivamente de portorriquenhos. Durante a madrugada o General Manuel Rojas e o seu pequeno exército avançaram para San Sebastián.
A milícia espanhola, no entanto, surpreendeu o grupo com uma forte resistência, causando grande confusão entre os rebeldes armados que, dirigidos por Manuel Rojas, se retiraram de volta a Lares. Depois de uma ordem do governador Julián Pavía, a milícia espanhola cercou os rebeldes e rapidamente a insurreição chegou ao fim.

## Causas

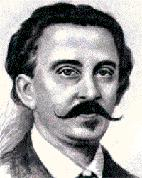
Segundo Ruiz Belvis.

Entre as causas que motivaram esta revolta contam-se a indiferença do governo peninsular aos pedidos de reforma política dos portorriquenhos, que era, nos últimos anhos do reinado de Isabel II, ocupado por moderados: Ramón María Narváez e Luis González Bravo. Em lugar de mostrar-se conciliador, tentava resolver a situação com maior repressão, desterros e penas de prisão.
A situação social era ainda pior que a política. Os portorriquenhos eram discriminados, não tendo acesso a cargos no governo, na Igreja, nem no exército.
Outros fatores sem dúvida contribuíram para mobilizar os revoltosos. Um deles era a personalidade de líderes como Ramón Emeterio Betances (que estava em Saint Thomas procurando armas para a revolução, mas nunca chegaram porque as autoridades coloniais confiscaram essas armas), Segundo Ruiz Belvis (morto no Chile em 1867 — portanto, antes do Grito de Lares — procurando apoio para a causa independentista) e Francisco Basora.

## Julgamento dos revoltosos
Cerca de 475 rebeldes foram presos, entre eles Manuel Rojas e Juan Rius Rivera, que mais tarde seria comandante-chefe do Exército de Libertação de Cuba após a morte do general Antonio Maceo.
Em 17 de Novembro, um tribunal militar impôs a pena de morte, por traição e revolta, a todos os prisioneiros. No entanto, num esforço para acalmar a já tensa atmosfera na ilha, o governador José Laureano Sanz aplicou uma amnistia geral em 1869 e todos os prisioneiros foram libertados.

## Consequências
O jornalista espanhol José Pérez Morís (por vezes incorretamente referido como Perez Morris) escreveu um extenso livro sobre o Grito de Lares e sobre os seus participantes que, embora enviesado fortemente contra estes, serve como o relato mais fiel dos eventos ocorridos na ilha em 1868. De um ponto de vista ideológico, a escrita de Pérez Morís ainda é usada por opositores à independência de Porto Rico para denunciar o que afirmam ser a sobrevalorização e mesmo glorificação de uma revolta menor. Todavia, estudos publicados mais recentemente afirmam que o Grito teriam bastante mais simpatizantes, e a sua logística seria mais vasta em Porto Rico, do que a curtíssima duração do evento sugere Durante os anos que se seguiram ao Grito de Lares, ocorreram pequenos protestos e escaramuças entre os pró-independentistas e as autoridades espanholas em Las Marías, Adjuntas, Utuado, Vieques, Bayamón, Ciales e Toa Baixa (Palo Seco). Os historiadores também apontam a extensão dos comentários de Pérez quando contraposta ao relato dos eventos no seu livro como uma pista: se o evento foi realmente uma revolta menor como ele afirma, então porque lhe deu tanta atenção com um tratamento tão extenso e negativo?